# Surface Pro 9

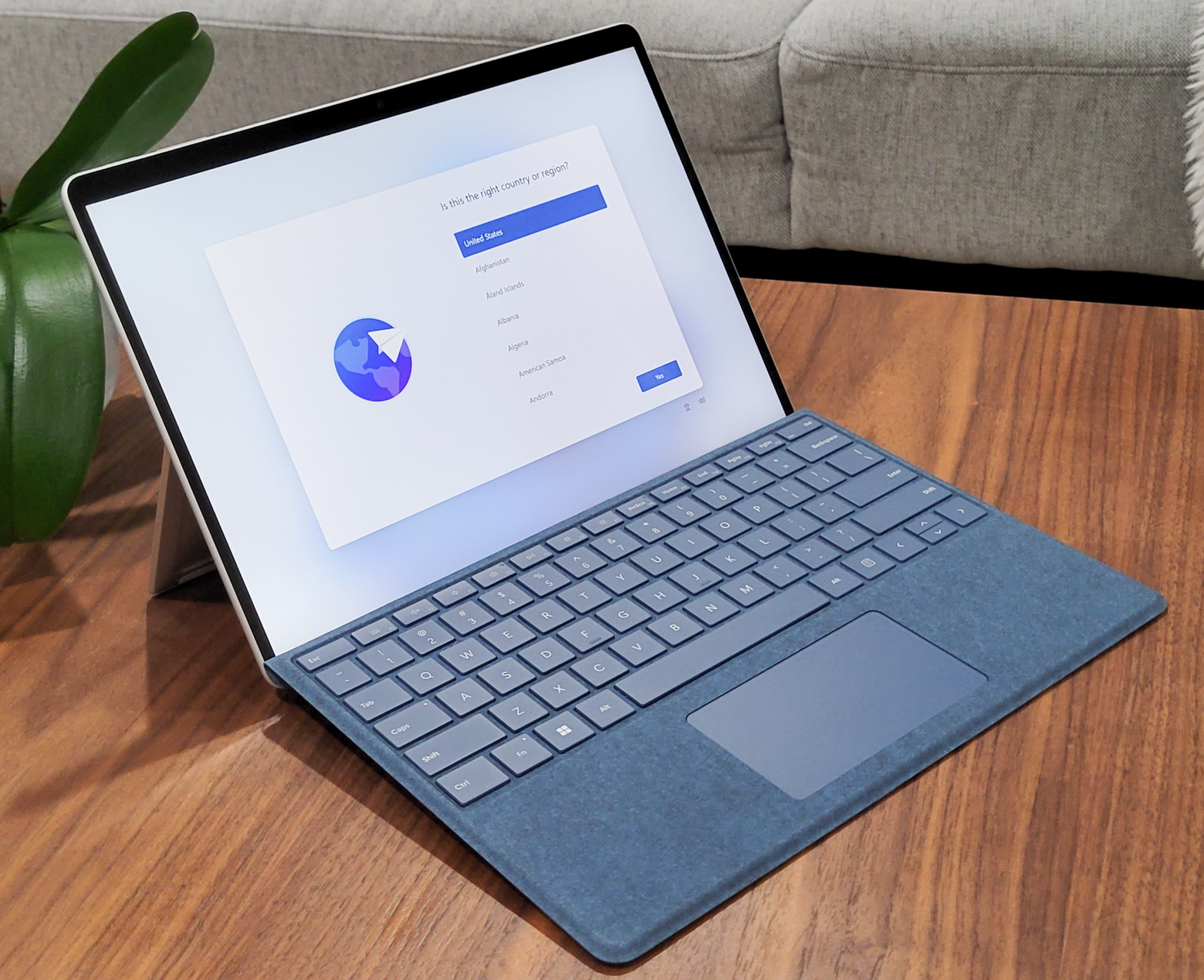
Microsoft Surface 9

Microsoft Surface Pro 9 — конвертируемый отсоединяемый планшетный компьютер разработанный, чтобы заменить устройства Surface Pro 8 и Surface Pro X, тем самым объединив оба бренда. Устройство было анонсировано 12 октября 2022 года и было представлено в 2 новых цветах, вместе с устройствами Surface Laptop 5 и Surface Studio 2 Plus. Планшет снабжен новой операционной системой Windows 11 с обновлением 2022 H2 и 12-поколением процессоров Intel Core (Microsoft SQ3/Qualcomm Snapdragon процессорами для моделей с 5G).

## Конфигурации
| Параметры конфигурации Surface Pro 9 | Параметры конфигурации Surface Pro 9 | Параметры конфигурации Surface Pro 9         | Параметры конфигурации Surface Pro 9 | Параметры конфигурации Surface Pro 9 | Параметры конфигурации Surface Pro 9 | Параметры конфигурации Surface Pro 9 | Параметры конфигурации Surface Pro 9 | Параметры конфигурации Surface Pro 9 | Параметры конфигурации Surface Pro 9 | Параметры конфигурации Surface Pro 9 |
| Ценовой уровень в USD                | Ценовой уровень в USD                | Центральный процессор                        | Графический процессор                | Оперативная память                   | Внутренняя память                    | 5G                                   | Цвет                                 | Цвет                                 | Цвет                                 | Цвет                                 |
| Потребительский                      | Бизнес                               | Центральный процессор                        | Графический процессор                | Оперативная память                   | Внутренняя память                    | 5G                                   | Цвет                                 | Цвет                                 | Цвет                                 | Цвет                                 |
| ------------------------------------ | ------------------------------------ | -------------------------------------------- | ------------------------------------ | ------------------------------------ | ------------------------------------ | ------------------------------------ | ------------------------------------ | ------------------------------------ | ------------------------------------ | ------------------------------------ |
| 1300                                 | 1400                                 | Microsoft SQ3 (Qualcomm Snapdragon 8cx Gen3) | Adreno 8cx Gen3                      | 8GB                                  | 128GB                                | да                                   | П                                    |                                      |                                      |                                      |
| 1400                                 | 1500                                 | Microsoft SQ3 (Qualcomm Snapdragon 8cx Gen3) | Adreno 8cx Gen3                      | 8GB                                  | 256GB                                | да                                   | П                                    |                                      |                                      |                                      |
| 1600                                 | 1700                                 | Microsoft SQ3 (Qualcomm Snapdragon 8cx Gen3) | Adreno 8cx Gen3                      | 16GB                                 | 256GB                                | да                                   | П                                    |                                      |                                      |                                      |
| 1900                                 | 2000                                 | Microsoft SQ3 (Qualcomm Snapdragon 8cx Gen3) | Adreno 8cx Gen3                      | 16GB                                 | 512GB                                | да                                   | П                                    |                                      |                                      |                                      |
| 1000                                 | 1100                                 | Intel Core i5 1235U or 1245U                 | Intel Xe (80 EU @ 1.20GHz)           | 8GB                                  | 128GB                                | нет                                  | П                                    |                                      |                                      |                                      |
| 1100                                 | 1200                                 | Intel Core i5 1235U or 1245U                 | Intel Xe (80 EU @ 1.20GHz)           | 8GB                                  | 256GB                                | нет                                  | П                                    | Г                                    | С                                    | Л                                    |
|                                      | 1500                                 | Intel Core i5 1235U or 1245U                 | Intel Xe (80 EU @ 1.20GHz)           | 8GB                                  | 512GB                                | нет                                  | П                                    | Г                                    |                                      |                                      |
| 1400                                 | 1500                                 | Intel Core i5 1235U or 1245U                 | Intel Xe (80 EU @ 1.20GHz)           | 16GB                                 | 256GB                                | нет                                  | П                                    | Г                                    | С                                    | Л                                    |
| 1600                                 | 1700                                 | Intel Core i7 1255U or 1265U                 | Intel Xe (96EU @ 1.25GHz)            | 16GB                                 | 256GB                                | нет                                  | П                                    | Г                                    | С                                    | Л                                    |
| 1800                                 | 1900                                 | Intel Core i7 1255U or 1265U                 | Intel Xe (96EU @ 1.25GHz)            | 16GB                                 | 512GB                                | нет                                  | П                                    | Г                                    | С                                    | Л                                    |
| 2200                                 | 2300                                 | Intel Core i7 1255U or 1265U                 | Intel Xe (96EU @ 1.25GHz)            | 16GB                                 | 1TB                                  | нет                                  | П                                    |                                      |                                      |                                      |
| 2600                                 | 2700                                 | Intel Core i7 1255U or 1265U                 | Intel Xe (96EU @ 1.25GHz)            | 32GB                                 | 1TB                                  | нет                                  | П                                    |                                      |                                      |                                      |

 Платиновый   Графитовый   Сапфировый   Лесной 

## Аппаратное обеспечение
- Surface Pro 9 — 11-е устройство в линейке продуктов Surface Pro, объединившее бренды Surface Pro и Surface Pro X.
- Оснащенное 12-м поколением процессоров Intel Core Evo или процессорами Qualcomm Snapdragon
- Снабженное слотом для нано сим-карт для возможности подсоединения к сетям 5G на моделях, оснащенных процессорами Qualcomm Snapdragon.
- Время работы устройства от батареи составляет до 15.5 часов на моделях, использующих процессоры Intel и до 19 часов, использующих процессоры Qualcomm.
- 13-ти дюймовый сенсорный экран с разрешающей способностью 267 PPI, соотношением сторон 3:2 и частотой обновления 120Hz
- 2 порта USB-C Thunderbolt 4[Notes 1]
- SSD накопитель размером до 1TB
- Оперативная память размером до 32GB
- Поддержка разрешения видео камеры 4K

## Примечание
1. ↑  Поддержка Thunderbolt 4 возможна только на моделях, оснащенных процессорами Intel